# Geordie Shore (14.ª temporada)
A décima quarta temporada de Geordie Shore (também conhecida como Geordie Shore: New Radgie Rampage), um programa de televisão britânico com sede em Newcastle upon Tyne, foi confirmada em 31 de outubro de 2016, quando o membro do elenco Scotty T anunciou que estaria fazendo uma pausa na série para se concentrar em outros compromissos. A série foi filmada em novembro de 2016, e começou a ser exibida em 28 de março de 2017. Antes da série, também foi confirmado que um membro do elenco original, Holly Hagan, tinha deixado o show, seguindo sua saída na temporada anterior. Em 28 de fevereiro de 2017, foi confirmado que oito novos membros do elenco se juntaram à série: Abbie Holborn, Billy Phillips, Chelsea Barber, Elettra Lamborghini, Eve Shannon, Sam Bentham, Sarah Goodhart e Zahida Allen. Goodhart e Allen ambos apareceram anteriormente no Ex on the Beach, com a primeira aparecendo na terceira temporada do show como a ex-namorada de Marty McKenna (antes de se juntar ao elenco de Geordie Shore). Também foi confirmado que Scotty retornaria mais tarde na série. Lamborghini também apareceu no Super Shore e participou da quinta temporada do Gran Hermano VIP, a versão espanhola do Celebrity Big Brother. Também foi confirmado que Scott retornaria mais tarde na série.

## Elenco
- Zahida Allen
- Chelsea Barber
- Gaz Beadle
- Sam Bentham
- Aaron Chalmers
- Chloe Ferry
- Sarah Goodhart
- Nathan Henry
- Abbie Holborn
- Sophie Kasaei
- Elettra Lamborghini
- Marty McKenna
- Billy Phillips
- Eve Shannon
- Marnie Simpson
- Scotty T

### Duração do elenco
| Membros | 14.ª temporada | 14.ª temporada | 14.ª temporada | 14.ª temporada | 14.ª temporada | 14.ª temporada | 14.ª temporada | 14.ª temporada | 14.ª temporada | 14.ª temporada | 14.ª temporada | 14.ª temporada |
| Membros | 1              | 2              | 3              | 4              | 5              | 6              | 7              | 8              | 9              | 10             | 11             | 12             |
| Aaron   |                |                |                |                |                |                |                |                |                |                |                |                |
| Abbie   |                |                |                |                |                |                |                |                |                |                |                |                |
| Billy   |                |                |                |                |                |                |                |                |                |                |                |                |
| Chelsea |                |                |                |                |                |                |                |                |                |                |                |                |
| Chloe   |                |                |                |                |                |                |                |                |                |                |                |                |
| Elettra |                |                |                |                |                |                |                |                |                |                |                |                |
| Eve     |                |                |                |                |                |                |                |                |                |                |                |                |
| Gaz     |                |                |                |                |                |                |                |                |                |                |                |                |
| Marnie  |                |                |                |                |                |                |                |                |                |                |                |                |
| Marty   |                |                |                |                |                |                |                |                |                |                |                |                |
| Nathan  |                |                |                |                |                |                |                |                |                |                |                |                |
| Sam     |                |                |                |                |                |                |                |                |                |                |                |                |
| Sarah   |                |                |                |                |                |                |                |                |                |                |                |                |
| Scott   |                |                |                |                |                |                |                |                |                |                |                |                |
| Sophie  |                |                |                |                |                |                |                |                |                |                |                |                |
| Zahida  |                |                |                |                |                |                |                |                |                |                |                |                |
| ------- | -------------- | -------------- | -------------- | -------------- | -------------- | -------------- | -------------- | -------------- | -------------- | -------------- | -------------- | -------------- |

     = "Membro" é destaque neste episódio.
     = "Membro" chega na casa.
     = "Membro" sai voluntariamente da casa.
     = "Membro" sai e retorna para a casa no mesmo episódio.
     = "Membro" é removido da casa.
     = "Membro" volta para a casa.
     = "Membro" aparece neste episódio, mas está fora da casa.
     = "Membro" deixa a série.
     = "Membro" retorna para a série.
     = "Membro" não aparece neste episódio.
     = "Membro" não é oficialmente um membro do elenco neste episódio.

## Episódios
| No. na série | No. na temporada | Título      | Transmissão original | Duração    | Visualizações no UK |
| ------------ | ---------------- | ----------- | -------------------- | ---------- | ------------------- |
| 113          | 1                | Episódio 1  | 28 de março de 2017  | 60 minutos | 976,000             |
| 114          | 2                | Episódio 2  | 4 de abril de 2017   | 60 minutos | 963,000             |
| 115          | 3                | Episódio 3  | 11 de abril de 2017  | 60 minutos | 850,000             |
| 116          | 4                | Episódio 4  | 18 de abril de 2017  | 60 minutos | 1,036,000           |
| 117          | 5                | Episódio 5  | 25 de abril de 2017  | 60 minutos | 879,000             |
| 118          | 6                | Episódio 6  | 2 de maio de 2017    | 60 minutos | 810,000             |
| 119          | 7                | Episódio 7  | 9 de maio de 2017    | 60 minutos | 869,000             |
| 120          | 8                | Episódio 8  | 16 de maio de 2017   | 60 minutos | 846,000             |
| 121          | 9                | Episódio 9  | 23 de maio de 2017   | 60 minutos | 882,000             |
| 122          | 10               | Episódio 10 | 30 de maio de 2017   | 60 minutos | 811,000             |
| 123          | 11               | Episódio 11 | 6 de junho de 2017   | 60 minutos | 830,000             |
| 124          | 12               | Episódio 12 | 13 de junho de 2017  | 60 minutos | 645,000             |

## Classificação
| Episódio    | Data                | Classificação oficial da MTV | Ranking semanal da MTV | Classificação oficial da MTV+1 | Total de telespectadores da MTV |
| ----------- | ------------------- | ---------------------------- | ---------------------- | ------------------------------ | ------------------------------- |
| Episódio 1  | 28 de março de 2017 | 946,000                      | 1                      | 30,000                         | 976,000                         |
| Episódio 2  | 4 de abril de 2017  | 938,000                      | 1                      | 25,000                         | 963,000                         |
| Episódio 3  | 11 de abril de 2017 | 827,000                      | 1                      | 23,000                         | 850,000                         |
| Episódio 4  | 18 de abril de 2017 | 1,025,000                    | 1                      | 11,000                         | 1,036,000                       |
| Episódio 5  | 25 de abril de 2017 | 857,000                      | 1                      | 22,000                         | 879,000                         |
| Episódio 6  | 2 de maio de 2017   | 790,000                      | 1                      | 20,000                         | 810,000                         |
| Episódio 7  | 9 de maio de 2017   | 848,000                      | 1                      | 21,000                         | 869,000                         |
| Episódio 8  | 16 de maio de 2017  | 814,000                      | 1                      | 32,000                         | 846,000                         |
| Episódio 9  | 23 de maio de 2017  | 876,000                      | 1                      | 6,000                          | 882,000                         |
| Episódio 10 | 30 de maio de 2017  | 808,000                      | 1                      | 2,000                          | 811,000                         |
| Episódio 11 | 6 de junho de 2017  | 802,000                      | 1                      | 28,000                         | 830,000                         |
| Episódio 12 | 13 de junho de 2017 | 630,000                      | 1                      | 15,000                         | 645,000                         |